# Скруп, Джон, 4-й барон Скруп из Месема
Джон Скруп (англ. John Scrope; приблизительно 1388 — 15 ноября 1455) — английский аристократ, 4-й барон Скруп из Месема (с 1426 года).

## Биография
Джон Скруп был четвёртым сыном Стефана Скрупа, 2-го барона Скрупа из Месема, и Марджори Уэллс. Двое его братьев стали священнослужителями а третий, самый старший, унаследовавший отцовские владения и баронский титул, был казнён в 1415 году за участие в заговоре против короля Генриха V. В результате Джон оказался главой семьи. В 1426 году для него был восстановлен титул барона Скруп из Месема, а в последующие годы он смог выкупить родовые земли, оказавшиеся у других хозяев. Ещё в 1424 году Скруп был посвящён в рыцари, позже он заседал в регентском совете, который правил Англией при малолетнем Генрихе VI. В 1432—1433 годах сэр Джон занимал должность лорда казначейства. Ему пришлось также выполнить ряд дипломатических поручений — в Шотландии, Испании, Кёльне, Риме, на Родосе.
4-й барон Скруп был дважды женат: на Мод Грейсток, дочери сэра Джона Грейстока, и на Элизабет Чауорт, дочери сэра Томаса Чауорта. Во втором браке у него родились трое сыновей и пять дочерей (в том числе Элизабет, жена Генри Скрупа, 4-го барона Скрупа из Болтона). Наследником сэра Джона стал третий сын Томас.